# American Soldiers – Ein Tag im Irak
American Soldiers – Ein Tag im Irak (Originaltitel American Soldiers, Verweistitel American Marines – Die Elite Einheit) ist ein kanadischer Kriegsfilm von Sidney J. Furie aus dem Jahre 2006.

## Handlung
Im April 2004 macht sich ein Platoon junger und unerfahrener amerikanischer Soldaten auf den Weg in den Irakkrieg. Sie sollen als Vorhut einen Treibstoff-Konvoi beschützen und machen sich mit einem Humvee und einem M35-Lkw auf den Weg. Man erwartet sie schon, denn bei einer Routine-Patrouille auf einer Brücke werden sie unter Beschuss genommen. Da die verbündeten Einheiten unter schwerem Feuer liegen und somit nicht zur Verstärkung anrücken können, sind die unerfahrenen jungen Männer auf sich selbst gestellt. Als Sergeant Delvecchio, der Gruppenführer, bei dem Angriff in der Bauchregion verletzt wird, übernimmt der zweite Sergeant der aus 15 Männern bestehenden Gruppe die Führung. Die Soldaten beschließen, Sergeant Delvecchio in ein nahegelegenes irakisches Krankenhaus zu bringen, obwohl dies aufgrund eines nicht existierenden Befehls schwere disziplinarische Konsequenzen für die Einheit nach sich ziehen könnte.
Im Krankenhaus angekommen, erkennen die Soldaten sofort, dass sich bereits Angehörige der Miliz als Patienten getarnt im Krankenhaus aufhalten. Nach einem kurzen Feuergefecht in dem Hospital kann der dortige Arzt Delvecchio operieren und für den anstehenden Transport stabilisieren. Auf dem Weg vom Krankenhaus zur Basis werden die Soldaten immer wieder von der Miliz angegriffen und müssen schließlich anhalten, da ihr Humvee von einem RPG-Schützen fahruntüchtig geschossen wird. Der zweite Sergeant ordnet daraufhin an, dass die Soldaten mit dem verletzten Delvecchio den Rückzug in eine verlassene Lagerhalle antreten. Dessen Zustand hat sich durch die Gefechte und den Transport wieder verschlechtert. Der Sanitäter ist der Meinung, dass nur ein erneuter chirurgischer Eingriff den Sergeant noch retten könne. Er kennt den Eingriff zwar aus der Theorie, hadert jedoch mit sich, ob er imstande ist, ihn selbst durchzuführen. Seine Kameraden wirken auf ihn ein, und tatsächlich gelingt es ihm, den Sergeant vorübergehend zu stabilisieren. Während er noch mit dessen Versorgung beschäftigt ist, naht neues Unheil, da sich Einheiten der Miliz vor der Halle formieren. Als sich zwei Fahrzeuge der irakischen Polizei zwischen der Miliz und der Halle aufstellen, um den Soldaten zu Hilfe zu kommen, wagen diese mit ihrem Lkw den Ausbruch und unterstützen von diesem aus die Polizisten durch massiven Beschuss der Gegner. Der die irakischen Polizisten anführende Leutnant schlägt vor, dass sie sich in Ermangelung einer Alternative zu seiner Polizeistation durchschlagen sollen, um sich neu zu formieren. Nach abermaligen Angriffen erreichen sie die Station ohne erneute Verluste.
Abermals muss Delvecchio versorgt und stabilisiert werden, während immer wieder neue Angriffe der Miliz auf das Revier erfolgen. Plötzlich wird es von einer Detonation erschüttert: Die Miliz hat einen auf einem Pick-up montierten Granatwerfer in Stellung gebracht und mit der schweren Waffe das Feuer eröffnet. Die Soldaten bringen den Sergeant sofort in einen anderen Raum auf der gegenüberliegenden Seite des Gebäudes und bekämpfen dann den Granatwerfer-Trupp, der sich daraufhin zurückzieht. Nach einem erneuten Angriff auf den Torposten, dem abermals irakische Polizisten zum Opfer fallen, wird das Revier wiederum mit dem Granatwerfer beschossen und bevorzugt der Raum, in dem sich die Soldaten mit Delvecchio jetzt aufhalten. Nachdem man gemeinsam auch diesen Angriff so gut es eben geht abwehren kann, der mit der Vernichtung des Pick-Ups durch den M203-Granatwerfer durch das M16-Gewehr eines Soldaten endet, stellt der Specialist des Trupps fest, dass einer der Polizisten immer kurz vor den Angriffen telefoniert hat und sich nie im selben Raum mit den Soldaten befand. Nachdem er schon wieder dabei ist, zu telefonieren, richtet der Specialist seine Waffe auf ihn, woraufhin dieser ebenfalls seine Waffe zieht und verlangt, dass der Specialist seine Waffe niederlegen solle. Ein Soldat aus dem Trupp hat sein Maschinengewehr inzwischen auf den Polizisten gerichtet, um seinen Specialisten zu schützen. Die angedeutete Frage, beantwortet der Polizist mit der Flucht aus dem Revier.
Nach einem kurzen Gefecht wird der Verräter vor dem Revier vom Leutnant erschossen, der dem Specialisten gegenüber seine Bestürzung über den Vorfall äußert. Ein auf sie zielender RPG-Schütze verfehlt das Duo nur knapp. Von der Detonation paralysiert ist es ihnen unmöglich, das Kidnapping des Leutnants durch drei Miliz-Angehörige zu unterbinden. Der Specialist greift jedoch ein und erschießt die Kidnapper mit seiner Beretta 92, ohne den Leutnant dabei zu verletzen. Zusammen mit diesem zieht er sich dann wieder ins Gebäude zurück.
Gruppierungen von bewaffneten Männern umkreisen das Revier jedoch erneut. Die Hoffnung der Eingeschlossenen besteht in der Rettung durch einen Hubschrauber. Über Funk werden die Männer von ihrem Captain informiert, dass sie aus dem Polizeirevier ausbrechen und einen vereinbarten Landepunkt erreichen müssen, um von einem Rettungshubschrauber evakuiert werden zu können. Nachdem die Soldaten einen weiteren Angriff abwehren können, der diesmal nicht nur mit Handwaffen erfolgt, sondern auch durch einen mittels Benzin und Sprengstoff zu einer Bombe umfunktionierten Lkw, der auf das Revier zusteuert und dort zur Detonation gebracht werden soll, machen sie sich mit Hilfe einer aus zwei irakischen Polizeiwagen bestehenden Eskorte auf den Weg zum Landepunkt. Dort angekommen, erfahren die Soldaten nach einiger Zeit über Funk, dass der Hubschrauber abgeschossen wurde und sie sich zur Absturzstelle durchschlagen sollen, um diese zu sichern und Überlebende zu retten. Den ganzen Tag lang müssen sie sich unter Extrembedingungen gegen fortlaufende Angriffe verteidigen. Ein Transport mit Kriegsgefangenen wird durch eine Bombe getroffen. Alle Gefangenen sterben dabei. Zerrissen zwischen Pflicht und Gefühl müssen die Männer nun einen Weg finden, lebend dieser Hölle zu entkommen. Letztendlich opfert sich Delvecchio, um das Leben seiner Kameraden zu retten. „Wir haben getan was zu tun ist, wir sind Soldaten, das ist unser Job“, meint Sergeant Taylor Jackson mit Tränen in den Augen, nachdem die, die übriggeblieben sind, sich in Sicherheit befinden.

## Produktion, Veröffentlichung
Produziert wurde der Film von der Peace Arch Entertainment Group. Die Filmaufnahmen entstanden großteils in Hamilton in der Provinz Ontario in Kanada. Die Musik im Film stammt von Varouje.
Im Jahr 2005 wurde der Film in Brasilien auf DVD veröffentlicht, 2006 in Ungarn, Schweden, den Vereinigten Staaten und Griechenland. Veröffentlicht wurde er zudem in Australien, Bulgarien, Italien, auf den Philippinen, in Polen, Russland und Spanien. In Deutschland erschien er am 5. Oktober 2006 unter dem Titel American Soldiers – Ein Tag im Irak mit einer deutschen Tonspur auf DVD, Anbieter: M.I.B. – Medienvertrieb in Buchholz. Am 31. Januar 2012 erschien der Film unter dem Titel American Marines – Die Elite Einheit mit einer deutschen Tonspur auf DVD und Blu-ray, herausgegeben von der Delta Music & Entertainment GmbH & Co. KG.

## Kritik
Das Lexikon des internationalen Films schreibt, der routiniert inszenierte Kriegsfilm biete „keine Sympathieträger, sodass schnell das Interesse an den effektvoll inszenierten Kampfhandlungen“ erlahme. Des Weiteren heißt es, dass die „fehlende Kritik am US-Einsatz durch einen recht patriotischen Zungenschlag wettgemacht“ werde.
Auf der niederländischen Seite Cinemagazine bemerkte Frank v.d. Ven voller Sarkasmus, dieser amerikanische Kriegsfilme lehre uns viel mehr über die Welt. Die Iraker, die unsere „Uncle-Sam-Helden“ angreifen, scheinen ausnahmslos verschwitzte, unrasierte Männer zu sein. Die American Soldiers lassen uns in eine Welt eintauchen, die aus kompromisslosen Extremen besteht. Es gibt nur die „Guten“ und die „Bösen“. Während der gesamten Spielzeit sehe man einen Werbespot für die Armee. Regisseur Sidney J. Furie möchte uns mit aller Kraft davon in Kenntnis setzen, dass die Soldaten mutige und ehrenvolle Helden sind. Die Terroristen hingegen sind namenlose Figuren, eine Horde wilder Männer, die mit Masken und Schleiern und Raketenwerfern herumlaufen. American Soldiers biete einen schmerzhaft einseitigen Blick auf etwas so Schreckliches wie einen Krieg. Die engstirnige westliche Erfahrung des zweiten Golfkriegs, der Furie folge, produziere einen kranken Film. Dies sei keine wahre Geschichte, sondern ein farbiges Stück Geschichtsfälschung. Auch die Schauspielerei sei schlecht, da die Schauspieler ohne Emotionen handeln würden. Alle Charaktere seien austauschbar und hätten keine eigene Identität.
David Cornelius von DVD talk meinte, der Film sei unbeholfener und langweiliger als er hätte sein müssen. Wir bekämen eine Parade klischeebeladener Kriegsfilm-Charaktere zu sehen, die zu ihrer Basis zurückkehren möchten. Zwar würden Furie und Mellott versuchen ihr Bestes zu geben, um ein Äquivalent zu dem amerikanischen Kriegsfilm Black Hawk Down zu finden, was mit den grobkörnigen, verstaubten Kamerabildern und der schwindelerregenden, holzschnittartigen Musik von Varouje Hagopian und der düsteren Hommage an die im wirklichen Leben gefallenen Soldaten aber misslinge. Billge Action-Dramatik ersetze ehrliche Emotionen, Dramatik und Spannung. Auch Cornelius war der Ansicht, die Charaktere seien austauschbar und eindimensional, die Handlung unglaubwürdig, die Dialoge lächerlich. Fazit: Der Film sei ebenso harmlos wie hirnlos.
Iain Macleod von Eye for Film äußerte sogar, American Soldiers sei das Ärgerlichste, was er seit langer Zeit gesehen habe und er sehe viel Mist. Mit diesem Film sei er wohl am Ende des Heiligen Grals des Mistes angelangt. American Soldiers sei völlig durchgeknallt, ein Mist ohne Grenzen, ein Film, der auf so vielen Ebenen naiv sei, nicht nur in politischer Hinsicht.
Auch die deutsche Filmseite SofaHelden konnte American Soldiers nichts abgewinnen. Das sei ein „C-Film“, wie er „im Buche“ stehe. Die Schauspieler seien „so schlecht wie auswechselbar“. Sie Story selbst sei „extrem an den Haaren herbeigezogen“ und werde daher „sehr schnell belanglos“. Der Film verkomme schnell „zu einer Farce“, sodass man das Interesse verliere.